# Zea luxurians
Espèce
Classification phylogénétique
Zea luxurians est une plante tropicale herbacée annuelle, de la famille des Poacées. Cette téosinte, endémique du sud-est du Guatemala et du Honduras, est proche du maïs cultivé.

## Distribution
À une altitude de 0 à 1 100 m au Guatemala, au Honduras et au Nicaragua.

## Description
De 3 à 4 m de haut.
De 4 à 20 panicules mâles érigées. Fruits trapézoïdaux. Les glumes mâles sont parcourues de fines veinules serrées, ce qui les différencie des autres espèces de Zea (mais ressemble aux Tripsacum).
Morphologiquement proche de Z. nicaraguensis.

## Génétique
Elle compte 20 chromosomes (2 n = 20) comme le maïs (Zea mays ssp. mays).